# 女丑劇場
《女丑劇場》是臺灣電視公司（台視）30分鐘綜藝節目，製作單位是大東影藝，製作人是徐忠宇、彭達。於1988年10月8日15:30~16:30播出一集後，於1990年7月2日至1992年2月27日每週一至四21:30~22:00播出。
第一代主持人是巴戈、方芳芳，1991年10月起改由方芳芳、孫興主持。該節目以短劇單元為主，參演短劇的大多是女藝人，故以「女丑」二字命名。招牌動作為以右手在臉上畫一圈後比出「讚」的手勢（握拳後豎起拇指），同時搭配著說「女丑劇場」。節目成員有巴戈、方芳芳、董至成、金彥、鄧程惠、宮欽群、夏靖庭、曾國城、崔佩儀、倪淑君、蕭薔、徐華鳳、陳繼宗。有一段時間方芳芳請長假，由鄒美儀代班主持。

## 結構
《女丑劇場》每集分為三段，每兩段以一節廣告隔開。以巴戈、方芳芳時期為例：第一段為無厘頭短劇，第二段為〈新聞炮〉，第三段內容為记者会或肥皂剧。
無厘頭短劇（無官方名稱）
短劇內容有諷刺當代台灣社會現象的，例如〈拱豬大賽〉、〈掏耳朵〉、〈求明牌〉。短劇結束後定格，方芳芳與巴戈會以電視鑲嵌技術（將方芳芳與巴戈的影像疊在定格影像上）從定格影像左右兩側「走」出來講解短劇的意義。最後，方芳芳與巴戈會一起做招牌動作，並說：「歡迎收看今天的《女丑劇場》！」進廣告前，巴戈還會與方芳芳進行一小段對話；但對話到最後，巴戈常會惹方芳芳不悅，被方芳芳打一巴掌。當然這一巴掌只是節目效果，並非真打。
〈新聞炮〉
以電視新聞方式呈現的短劇單元。董至成會先在幕後說出兩句七字句或八字句來預告本集內容，而這兩句七字或八字句的尾端必押「ㄠ」韻，以符合「新聞炮」單元名第三個字的「炮」字「ㄠ」韻。然後則以「歡迎收看今天的新聞——炮！」做開場。董至成講完「炮」字，響起炮擊聲罐頭音效一次，新聞攝影棚燈光調亮，同樣戴眼鏡的方芳芳與巴戈播報一則新聞，然後播放眾人合演的一則新聞影片，兩邊都走無厘頭風格。新聞影片結束後，方芳芳與巴戈感謝觀眾收看〈新聞炮〉，新聞攝影棚燈光調暗，巴戈仍然與方芳芳進行一小段對話；對話到最後，巴戈常會惹方芳芳不悅，方芳芳拿起播報稿砸在巴戈臉上。
陳繼宗製作、徐乃麟與方芳芳主持的台視綜藝節目《非常綜藝》中，短劇單元〈新聞爆〉為本單元的重製版。
记者会或肥皂剧（無官方名稱）
模仿的單元。記者會是關於時下政治的模仿秀，肥皂剧就是模仿台灣連續劇的常見情節與效果。
〈董大媽與毛大嬸〉
董至成扮演「董大媽」，陳繼宗扮演「毛大嬸」，兩人說的盡是些針砭諷刺時事的話題，一個說對方是盪鞦韆上的婦人，一個說對方是踏著浪花的女人。最後一言不和，兩人一起拿出保麗龍材質的大道具互打，然後攝影棚的燈光調暗。

## 片頭曲
第一代片頭曲：〈女丑之歌〉
作詞：趙樹海；作曲：王夢麟；主唱：田希仁
第二代片頭曲：〈不要變老〉
作詞、作曲、主唱：黃舒駿

## 軼事
曾國城退伍後，受巴戈邀請從中華電視公司綜藝節目《連環泡》跳槽《女丑劇場》；方芳芳受巴戈邀請主持《女丑劇場》，成功從玉女轉型成女丑。2014年12月8日，曾國城說，他剛到《女丑劇場》時，不少人說他不靈光，讓他很灰心；但巴戈與方芳芳不藏私，對他傳授「緊接慢演」要訣，讓他學會如何「叫鏡頭」。
台視綜藝節目《王牌登場》與《女丑劇場》的節目形態、製作班底、演員陣容有多方雷同，主要原因是：夏靖庭、董至成、曾國城、周明增、劉爾金等人普遍穿梭兩節目，且兩節目同為帶狀短劇形態。